# Ich hab in Gottes Herz und Sinn, BWV 92

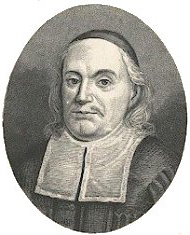
Paul Gerhardt, autor del himno en que se basa el texto de la cantata.

Ich hab in Gottes Herz und Sinn, BWV 92 (He entregado el corazón y el alma a Dios) es una cantata de iglesia escrita por Johann Sebastian Bach en Leipzig para el domingo de Septuagésima y estrenada el 28 de enero de 1725 en Leipzig. El texto de la cantata está basado en un himno de Paul Gerhardt de 1647.

## Historia
Bach compuso esta obra durante su segundo año como Thomaskantor en Leipzig para el tercer domingo antes de Cuaresma, conocido como Septuagésima. Formó parte de su segundo ciclo anual de cantatas corales, que había empezado con O Ewigkeit, du Donnerwort, BWV 20 el primer domingo después de la Trinidad de 1724. La primera interpretación de esta cantata tuvo lugar el 28 de enero de 1725. Se han conservado hasta nuestros días el manuscrito de Bach de la partitura así como las particellas de esa interpretación.

## Análisis

### Texto
Las lecturas establecidas para ese día eran de la primera epístola a los corintios, "la carrera por la victoria" (1 Corintios 9:24–10), y del evangelio según San Mateo, la parábola de los trabajadores de la viña (Mateo 20:1-16).
Los textos están basados en la libre poetización de los textos sacros por un autor desconocido, quien utiliza fragmentos del himno "Ich hab in Gottes Herz und Sinn" de doce estrofas que fue escrito por Paul Gerhardt en 1647, así como alusiones y glosas en estrofas de obras perdidas. Se trata de una característica de las cantatas corales a las que ésta pertenece, como el coral de doce estrofas que da el título a esta cantata. La melodía que sirve de punto de partida es la del coral "Was mein Gott will, das g’scheh allzeit" de Claudin de Sermisy (1528).
El tema del himno es la fe en Dios y la sumisión a su voluntad. Un poeta desconocido mantuvo cinco estrofas sin cambios, en contraste con las dos habituales para la apertura y el cierre de una cantata coral. Mantuvo la estrofa 1 para el movimiento 1, la estrofa 2 para el movimiento 2, la estrofa 5 para el movimiento 4, la estrofa 10 para el movimiento 7, y la estrofa 12 para el movimiento final 9. Parafraseó ideas de la estrofa 4 en el movimiento 3, un aria, utilizó frases de las estrofas 6 y 8 en el movimiento 5, un recitativo, ideas de la estrofa 9 en el movimiento 6, y a partir de la estrofa 11 en el movimiento 8. Se interpola el recitativo en el coral en los movimientos 2 y 7, pero sin hacer referencia al evangelio.

### Instrumentación
La obra está escrita para cuatro solistas vocales (soprano, alto, tenor y bajo), un coro a cuatro voces; dos oboes d'amore, dos violines, viola y bajo continuo.

### Estructura
Consta de nueve movimientos. Se trata de una de las cantatas más largas de Bach tanto en términos tanto de forma como en cantidad de texto y música, lo que hace que su duración llegue a unos treinta minutos.
1. Coro: Ich habe in Gottes Herz und Sinn
2. Recitativo (bajo) & coral: Es kann mir fehlen nimmermehr!
3. Aria (tenor): Seht, seht! wie reißt, wie bricht, wie fällt
4. Coral: Zudem ist Weisheit und Verstand
5. Recitativo (tenor): Wir wollen uns nicht länger zagen
6. Aria (bajo): Das Brausen von den rauhen Winden
7. Coral (coro) & recitativo (SATB): Ei nun, mein Gott, so fall ich dir – So spricht der Gott gelassne Geist
8. Aria (soprano): Meinem Hirten bleib ich treu
9. Coral: Soll ich denn auch des Todes Weg

La obra se inicia con una gran fantasía coral basada en el tema coral del primer movimiento, con ritornelli temáticos independientes. El coral del último movimiento, en cambio, recibe un tratamiento más simple, doblando las voces con los instrumentos, mientras las arias y recitativos son de temática independiente a la gran fantasía coral. La idea central de esta composición es el sometimiento a la voluntad, abundando las metáforas musicales basadas en el texto, como Lass Satan wuten en el aria n.º 3 para tenor o Alle en el coral n.º 4 para alto, empleando recursos y efectos para describir el revolver furioso de Satanás en la aria de tenor o la multiplicidad para el coral del contralto.
Klaus Hofmann señala que la selección del coral es sorprendente ya que tiene la misma melodía de base utilizada para la cantata de la semana anterior, Was mein Gott will, das g'scheh allzeit, BWV 111. En el coro inicial la soprano canta la melodía del coral como un cantus firmus en notas largas. La melodía aparece en una interesante combinación de frases de diferentes longitudes, dos compases que se alternan con tres compases. Las partes vocales están inmersas en un concierto orquestal independiente. Sus motivos no son tomados de la melodía del himno, sino de la orquesta. El musicólogo Julian Mincham señala «brillante, belleza translúcida, evidente desde el principio» del movimiento.
Bach intentó con éxito dar forma a los cinco movimientos, que citan el coral en letra y música, de manera diferente. En el recitativo bajo, el cantante alterna entre la ejecución de la melodía del coral y el recitativo libre, con elementos de figuralismo. Por ejemplo, mit grausem knallen die Berge und die Hügel fallen (con grietas y terrible estrépito, las montañas y las colinas deben caer) se representa mediante secuencias descendentes muy rápidas hacia las profundidades. Es muy similar a la representación del velo del templo que se rasga en pedazos al morir Jesús en la Pasión según San Juan, BWV 245 y en la Pasión según San Mateo,BWV 244. El aria de tenor ilustra un texto dramático, Seht, seht, reißt wie, bricht wie, wie fällt (Mirad, mirad, cómo se rompe, se quiebra y cae), en el contorno realmente extraño de la línea vocal y en la escritura orquestal rítmicamente desarticulada. La siguiente estrofa del coral es cantada por la contralto con un trío independiente formado por los oboes y el bajo continuo, con la palabra traurig (triste) representada mediante líneas cromáticas en los oboes. El mensaje es la sabiduría de Dios, Zeit, Ort und Stund bekannt ihm ist, zu tun und auch zu lassen (Él conoce el tiempo, el lugar, la hora en la que actuar o no actuar).
El aria de bajo describe "el aullido y la furia de los vientos fuertes", una imagen de la situación de un cristiano, mediante el movimiento incesante de la voz y el bajo continuo. En el siguiente coral el texto de nuevo va alternando la letra del coral con la poesía libre. En esta ocasión Bach también alterna las voces, el coral es cantado por el coro, el recitativo por los cuatro solistas en la secuencia de bajo, tenor, alto y soprano.
La última línea, und ich kann bei gedämpften Saiten dem Friedensfürst ein neues bereiten Lied (Y, con cuerdas con sordina, puedo preparar una nueva canción para el Príncipe de la Paz), conduce a la siguiente aria de soprano. Bach adorna esta línea con pizzicato de las cuerdas y sin continuo, junto al oboe d'amore y la soprano que interpretan una "elegante melodía danzable y conmovedoras sextas y séptimas ascendentes". John Eliot Gardiner señala que en la "encantadora conclusión" en las palabras Amen: Vater, nimm mich an! (Amén: el Padre me recogerá), "la inocencia, la confianza y la fragilidad son un todo". El coral de cierra es un arreglo a cuatro voces.

## Discografía selecta
De esta pieza se han realizado una serie de grabaciones entre las que destacan las siguientes:
- 1954 – Bach Made in Germany Vol. 1. Cantatas III. Günther Ramin, Thomanerchor, Gewandhausorchester, Erika Burkhardt, Gerda Schriever, Gert Lutze, Hans Hauptmann (Eterna)
- 1972 – Les Grandes Cantates de J.S. Bach Vol. 17. Fritz Werner, Heinrich-Schütz-Chor Heilbronn, Württembergisches Kammerorchester Heilbronn, Emiko Iiyama, Barbara Scherler, Theo Altmeyer, Bruce Abel (Erato)
- 1974 – Bach Cantatas Vol. 2. Karl Richter, Münchener Bach-Chor, Münchener Bach-Orchester, Edith Mathis, Peter Schreier, Dietrich Fischer-Dieskau (Archiv Produktion)
- 1978 – J.S. Bach: Das Kantatenwerk Vol. 23 BWV 91-94. Gustav Leonhardt, Knabenchor Hannover, Collegium Vocale Gent, Leonhardt-Consort, solista de Knabenchor Hannover, Paul Esswood, Kurt Equiluz, Max van Egmond (Telefunken)
- 1980 – Die Bach Kantate Vol. 26. Helmuth Rilling, Gächinger Kantorei, Bach-Collegium Stuttgart, Arleen Augér, Gabriele Schreckenbach, Aldo Baldin, Philippe Huttenlocher (Hänssler)
- 1999 – Bach Edition Vol. 5. Cantatas Vol. 2. Pieter Jan Leusink, Holland Boys Choir, Netherlands Bach Collegium, Ruth Holton, Sytse Buwalda, Knut Schoch, Bas Ramselaar (Brilliant Classics)
- 2000 – Bach Cantatas Vol. 20. John Eliot Gardiner, Monteverdi Choir, English Baroque Soloists, Miah Persson, Wilke te Brummelstroete, James Oxley, Jonathan Brown (Soli Deo Gloria)
- 2000 – J.S. Bach: Complete Cantatas Vol. 13. Ton Koopman, Amsterdam Baroque Orchestra & Choir, Deborah York, Franziska Gottwald, Paul Agnew, Klaus Mertens (Antoine Marchand)
- 2005 – J.S. Bach: Cantatas Vol. 33. BWV 41, 92, 130. Masaaki Suzuki, Bach Collegium Japan, Yukari Nonoshita, Robin Blaze, Jan Kobow, Dominik Wörner (BIS)